# 凯 (亚瑟王传说)
凱是亚瑟王传说中登場的圓桌騎士之一。他是亞瑟王的養父艾克特爵士的長子，也是亞瑟王的結義兄弟，在亞瑟王登基後成為亞瑟王的宮廷總管，是少數劍欄之戰後活下來的圓桌騎士之一。

## 文化寫照
在迪士尼動畫《石中劍》中，凱爵士由諾曼·阿爾登配音。